# Brian Quinn (comediante)
Brian Michael Quinn (Nova Iorque, 14 de março de 1976), também conhecido como Brian "Q" Quinn ou Q, é um comediante, produtor de televisão e ator norte-americano. É membro do The Tenderloins, uma trupe de comédia com a qual se apresenta na série Impractical Jokers, exibida desde 2011 pela TruTV.

## Vida e carreira

### Primeiros anos e educação
Nascido no Brooklyn, Nova Iorque, Quinn tem ascendência irlandesa e italiana. Antes de completar dois anos, mudou-se com sua família para Staten Island. Cursou o ensino secundário na Monsenhor Farrell High School, onde conheceu Sal Vucano, Joe Gatto e James Murray, junto dos quais começou a fazer comédia de improvisação na escola. Ele frequentou o Brooklyn College antes de ingressar em 2005 no Departamento de Bombeiros da Cidade de Nova Iorque, no qual serviu por oito anos.

### Inícios no entretenimento
Por volta de 2007, Quinn juntou-se à trupe de comédia The Tenderloins, formada em 1999 por Vulcano, Gatto, Murray e Mike Boccio; Quinn tornou-se o quarto integrante do grupo após a saída deste último. Depois de vários anos de improvisação ao vivo, os Tenderloins começaram a produzir esquetes cômicos para a internet, postando-os em plataformas como YouTube, MySpace e Metacafe, nas quais acumularam milhões de visualizações. Em 2007, a trupe foi a vencedora do grande prêmio de 100 000 dólares na competição It's Your Show, um projeto promovido pela NBC, pelo esquete Time Thugs. Isso levou os comediantes a desenvolverem dois pilotos: o primeiro, malsucedido, para o canal por assinatura Skipe TV, e o outro produzido independentemente para a edição de 2009 do Festival de Televisão de Nova Iorque.

### Impractical Jokerse outros trabalhos
Em 15 de dezembro de 2011, os Tenderloins estrearam na TruTV com Impractical Jokers, série baseada em brincadeiras com câmeras escondidas. A primeira temporada foi assistida por mais de 32 milhões de telespectadores. O programa tornou-se um dos humorísticos mais populares da televisão por assinatura nos Estados Unidos e ganhou versões internacionais. Em 2019, Quinn e os outros integrantes do The Tenderloins estrelaram o game show The Misery Index, apresentado por Jameela Jamil e baseado no jogo de cartas de Andy Breckman, "Shit Happens". Um longa-metragem, Impractical Jokers: The Movie, foi lançado em 21 de fevereiro de 2020.
Os Tenderloins lançaram seu próprio podcast em abril de 2012, disponibilizando-o no site oficial do grupo e no iTunes. What Say You?, um podcast ocasional apresentado por Quinn e Vulcano, venceu o Stitcher Award em 2013 e recebeu indicações em três categorias do Annual Podcast Awards em 2015. Quinn também é um dos apresentadores do podcast Tell 'Em Steve-Dave!, o qual foi premiado com o Podcast Award e o Stitcher e inspirou uma série de filmes lançados em vídeo e plataformas digitais. O comediante apareceu em outras produções de televisão e cinema, incluindo episódios das séries 12 Monkeys (2016) e MacGyver (2020).

### Vida pessoal
Quinn é aracnofóbico. Ele adotou três gatos e tem uma tatuagem que diz "38, Vive sozinho, Tem 3 gatos" como resultado de uma punição que sofreu numa das pegadinhas de Impractical Jokers. O humorista relatou sofrer de depressão há vários anos. Durante uma viagem à Alemanha em 2009, foi preso por conduta desordeira após envolver-se em uma briga ao visitar a Oktoberfest. A polícia alemã o escoltou de volta aos Estados Unidos, onde foi resgatado pelos outros integrantes do Tenderloins.
Desde que começou a participar de Impractical Jokers, Quinn doou 50 000 dólares para o Departamento de Bombeiros da Cidade de Nova Iorque e ocasionalmente se encontra com seus ex-colegas de trabalho. Apreciador de cerveja, reativou em 2019 a cervejaria Rubsam & Horrmann em Staten Island, localidade onde cresceu. Em 31 de janeiro de 2021, Quinn confirmou por meio de sua conta no Twitter que tinha testado positivo para COVID-19 em meio à pandemia nos Estados Unidos.

## Filmografia parcial

### Televisão
| Ano     | Título                                | Papel             | Notas                                                  | Ref.   |
| ------- | ------------------------------------- | ----------------- | ------------------------------------------------------ | ------ |
| 2009    | The Tenderloins                       | Brian, o bombeiro | Piloto televisivo                                      | [ 29 ] |
| 2011-21 | Impractical Jokers                    | Ele mesmo         | Produtor executivo                                     | [ 2 ]  |
| 2014    | Jokers Wild                           | Ele mesmo         |                                                        | [ 2 ]  |
| 2014    | Jokers After Party                    | Ele mesmo         |                                                        | [ 30 ] |
| 2014    | Katie                                 |                   | Convidado; 1 episódio                                  | [ 2 ]  |
| 2014    | Comic Book Men                        |                   | Convidado; 1 episódio                                  | [ 31 ] |
| 2014-17 | Conan                                 |                   | Convidado; 2 episódios                                 | [ 2 ]  |
| 2015    | Young Hollywood                       |                   | Convidado; 1 episódio                                  | [ 32 ] |
| 2015    | The View                              |                   | Convidado; 1 episódio                                  | [ 2 ]  |
| 2016    | 12 Monkeys                            | Dale              | Episódio: "Year of the Monkey"                         | [ 23 ] |
| 2016    | Live with Kelly                       |                   | Convidado; 1 episódio                                  | [ 2 ]  |
| 2016-21 | Impractical Jokers: Inside Jokes      | Ele mesmo         |                                                        | [ 2 ]  |
| 2017    | Drunk History UK                      | Ele mesmo         | 1 episódio                                             | [ 1 ]  |
| 2017    | The Carbonaro Effect                  | Ele mesmo         | Episódio: "The Impractically Carbonaro Jokers' Effect" | [ 33 ] |
| 2017    | The Chris Gethard Show                |                   | Convidado; primeiro episódio                           | [ 34 ] |
| 2017-21 | Impractical Jokers: After Party       | Ele mesmo         |                                                        | [ 2 ]  |
| 2019    | Tacoma FD                             | Soup Man          | Episódio: "Full Moon Fever"                            | [ 35 ] |
| 2019    | Good Morning America                  |                   | Convidado; 1 episódio                                  | [ 36 ] |
| 2019-21 | The Misery Index                      | Ele mesmo         |                                                        | [ 15 ] |
| 2020    | MacGyver                              | Dale              | Episódio: "Mac + Desi + Riley + Aubrey"                | [ 24 ] |
| 2020    | The Last Drive-In with Joe Bob Briggs |                   | Convidado; especial do Shudder                         | [ 37 ] |
| 2020    | Today with Hoda & Jenna               |                   | Convidado; 1 episódio                                  | [ 2 ]  |
| 2020    | Loafy                                 | Ele mesmo         | Recorrente; animação do Comedy Central                 | [ 38 ] |
| 2020-21 | Impractical Jokers: Dinner Party      | Ele mesmo         | Produtor executivo                                     | [ 39 ] |
| 2020-21 | The Kelly Clarkson Show               |                   | Convidado; 3 episódios                                 | [ 40 ] |
| 2021    | Late Night with Seth Meyers           |                   | Convidado; oitava temporada, episódio 71               | [ 41 ] |

### Cinema
| Ano     | Título                                          | Papel                     | Notas                    | Ref.   |
| ------- | ----------------------------------------------- | ------------------------- | ------------------------ | ------ |
| 1990    | Metamorphosis: The Alien Factor                 |                           | Artista de maquiagem     | [ 42 ] |
| 1996    | Warshots                                        | Soldado                   |                          | [ 2 ]  |
| 1999    | Big Helium Dog                                  | Vance                     | Diretor de elenco        | [ 43 ] |
| 2000    | Vulgar                                          | Guarda de trânsito        |                          | [ 2 ]  |
| 2013    | Jay and Silent Bob's Super Groovy Cartoon Movie | Espectador perplexo       | Voz                      | [ 21 ] |
| 2013-18 | Tell 'Em Steve-Dave                             | Ele mesmo                 | Série de filmes em vídeo | [ 21 ] |
| 2015    | Some Guys Are Bigger Than Others                | Quinn                     | Curta-metragem           | [ 44 ] |
| 2017    | Victor Crowley                                  | Austin                    |                          | [ 2 ]  |
| 2019    | Jay & Silent Bob Reboot                         | Participante da convenção |                          | [ 21 ] |
| 2020    | Impractical Jokers: The Movie                   | Ele mesmo                 | Produtor, roteirista     | [ 1 ]  |

### Web
| Ano  | Título                       | Papel                 | Notas                                   | Ref.   |
| ---- | ---------------------------- | --------------------- | --------------------------------------- | ------ |
| 2006 | Time Thugs                   |                       | Primeiro esquete com sucesso de público | [ 10 ] |
| 2015 | Marvel LIVE!                 |                       | Entrevistado; Marvel Entertainment      | [ 45 ] |
| 2015 | Kabukiman's Cocktail Corner  | Johnny Rush           | 1 episódio; websérie da Troma           | [ 46 ] |
| 2020 | Adam Green's Scary Sleepover |                       | Entrevistado; série documental          | [ 47 ] |
| 2020 | Calls                        | Assassino ao telefone | Curta-metragem para internet            | [ 48 ] |